# Antropora granulifera
Antropora granulifera är en mossdjursart. Antropora granulifera ingår i släktet Antropora och familjen Antroporidae. Inga underarter finns listade i Catalogue of Life.